# さくらの雲*スカアレットの恋
『さくらの雲＊スカアレットの恋』（さくらのくも スカアレットのこい）は、きゃべつそふとより2020年9月25日に発売された18禁美少女アドベンチャーゲームである。
2021年12月23日には追加要素ありのコンシューマ版としてPlayStation 4/Nintendo Switch版がエンターグラムより発売された。通称「さくレット」。

## あらすじ
風見司は2020年の日本にいた。桜の木の下で読書をしていたが、突然1920年（大正時代）へとタイムスリップしてしまう。そこで探偵業を営むイギリス人女性の所長と出会う。司は自分が未来から来たことに気付くが、所長は信じていない。所長は蓮から依頼を受けていた迷い猫探しをするが、司はそれを手伝い見事に解決させる。司は所長を信用できそうな人であるとわかり、自分が未来から来てしまった謎を解いてほしいと依頼する。所長はそれを快諾し助手として迎えることにした。

## 登場人物
担当声優名はPC版 / PS4版・Switch版の順に表記。

### 主人公
風見 司（かざみ つかさ）
身長：167cm
誕生日：4月20日
特技：テスト
趣味：読書
好きなもの：パンケーキ
嫌いなもの：戦争

### ヒロイン
所長（しょちょう）
声 - 猫田みけ / 優希知冴
身長：167cm
スリーサイズ：B83（Bカップ）/W63/H86
誕生日：6月1日
特技：バリツ、ヴァイオリン、水泳、スリ、ゴルフ、リフティング、ピッキング、でまかせ、馬術、テニス
趣味：銭勘定
好きなもの：お金、シャーロック・ホームズシリーズ
嫌いなもの：不衛生
不知出 遠子（しらいで とおこ）
声 - 相模恋 / 湯宮由海
身長：156cm
スリーサイズ：B87（Dカップ）/W62/H85
誕生日：8月28日
特技：琴、華道
趣味：銀座ぶらぶら
好きなもの：動物園
嫌いなもの：習いごと全般
メリッサ
声 - 花宮すい / 栗坂南美
身長：159cm
スリーサイズ：B93（Fカップ）/W64/H88
誕生日：12月14日
特技：紅茶を淹れること
趣味：特になし
好きなもの：おもちゃ
嫌いなもの：お化け
水神 蓮（みなかみ れん）
声 - 如月たま / 櫻弥恵
身長：149cm
スリーサイズ：B81（Cカップ）/W59/H84
誕生日：4月20日
特技：そろばん・お菓子作り
趣味：折り紙・写生
好きなもの：シベリア
嫌いなもの：お見合い

### その他
三枝 マイ（さえぐさ まい）
声 - 月白まひる / 星谷美緒
身長：154cm
誕生日：5月9日
特技：速読
趣味：野球観戦
好きなもの：スクープ
嫌いなもの：男尊女卑
柳楽刑事（やぎらけいじ）
声 - 霧島陽炎 / 荻原秀樹
身長：171cm
誕生日：3月19日
特技：早撃ち
趣味：甘味巡り
好きなもの：正義
嫌いなもの：悪
加藤大尉（かとうたいい）
声 - 熱波整 / 中野泰佑
身長：184cm
誕生日：？？
特技：？？
趣味：？？
好きなもの：？？
嫌いなもの：？？
鳳凰ヶ原 ヒミコ（ほうおうがはら ひみこ）
声 - 瀬兎りょう / 春村奈々
身長：151cm
誕生日：10月11日
特技：周易、手相、水晶占い
趣味：同人誌制作
好きなもの：心霊現象
嫌いなもの：お説教
成田 権造（なりた ごんぞう）
声 - 蓮岳犬 / 蓮岳大
身長：164cm
誕生日：12月29日
特技：算術
趣味：旅行
好きなもの：酒、夜遊び
嫌いなもの：精進料理
リーメイ
声 - 西園かなえ / 北﨑ひとみ
身長：164cm
誕生日：？？
特技：イカサマ
趣味：水タバコ
好きなもの：賭博
嫌いなもの：絵
伏倉 万斎（しくら ばんさい）
声 - 万里小路麗音 / 逢坂良太
身長：172cm
誕生日：7月14日
特技：からくり作り
趣味：からくり作り
好きなもの：からくり作り
嫌いなもの：からくりへの注文
アララギ
声 - 野々宮小鞠 / 河井晴菜
身長：147cm
誕生日：？？
特技：？？
趣味：？？
好きなもの：？？
嫌いなもの：？？
真霧 影虎（まきり かげとら）
声 - 真野大 / 狩野翔
身長：175cm
誕生日：8月25日
特技：西洋美術
趣味：演劇鑑賞
好きなもの：美しいもの
嫌いなもの：無秩序
櫻井 雪葉（さくらい ゆきは）
声 - 藤咲ウサ / 桜咲千依
身長：158cm
誕生日：12月2日
特技：薙刀
趣味：なし
好きなもの：仕事
嫌いなもの：故郷
中森（なかもり）
声 - 三今亭馬朝 / 大下昌之
身長：163cm
誕生日：11月6日
特技：陶芸
趣味：ボトルシップ
好きなもの：珍しいもの
嫌いなもの：電車
怪盗ヘイスト（かいとうへいすと）
身長：？？
誕生日：？？
特技：？？
趣味：？？
好きなもの：？？
嫌いなもの：？？

## 制作スタッフ
- シナリオ - 冬茜トム
- 原画 - 梱枝りこ、よねぞう(サブ原画)、しらたま(SD原画)
- 音楽 - 藤井稿太郎

## 主題歌
オープニングテーマ『桜爛ロマンシア』
作詞 - KyoKa / 作曲 - 藤井稿太郎  / 編曲 - みう(MusikMagie)、藤井稿太郎 / 歌 - KyoKa
挿入歌『雨露とビードロ』
作詞 - 冬茜トム / 作曲 - 藤井稿太郎 / 作曲・編曲 - みう(MusikMagie)、藤井稿太郎 / 歌 - KyoKa
エンディングテーマ『比翼のさくら』
作詞 - 冬茜トム / 作曲 - 藤井稿太郎 / 作曲・編曲 - みう(MusikMagie)、藤井稿太郎 / 歌 - 逢瀬アキラ
PS4/Switch版オープニングテーマ『夢見ハナビラ』
作詞 - KyoKa / 作曲・編曲 - 藤井稿太郎 / 歌 - KyoKa

## 反響

### 売り上げ
Getchu.comの月間セールスランキングで4位、Getchu.comの年間セールスランキングで30位を獲得した。
FANZA GAMESの2020年年間セールスランキングで41位
2021年年間セールスランキングで63位を獲得した。

### 人気投票
月間げっちゅ投票「このゲームはプレイしとけ！」2020年9月発売タイトル3位を獲得した。
Getchu.com主催の美少女ゲーム大賞2020の総合部門の1位・シナリオ部門の1位・グラフィック部門の9位・ムービー部門の9位・キャラクター部門の1位、11位にランクインした。
萌えゲーアワード2020の年間ランキング4位、シナリオ賞金賞を獲得した。

## コラボ
「クリスマスと言えばやっぱり『アメイジング・グレイス』！」にて、「真霧 影虎」が『アメイジング・グレイス -What color is your attribute?-』のヒロインと会話する。
「聖夜限りのコラボレーション」に、アリアンナ、ルビイが登場。
2022年4月16日～5月1日にSTELLAMAP CAFEにて『アメイジング・グレイス』～『ジュエリー・ハーツ・アカデミア』を題材とした『きゃべつそふとCafe × STELLAMAP CAFE Collaboration』を開催。